# 126-я бригада воздушного наблюдения

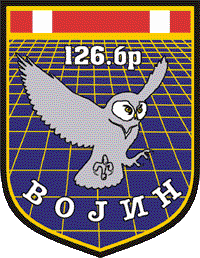
Эмблема 126-й бригады воздушного наблюдения, обнаружения и наведения Военно-воздушных сил и войск ПВО СРЮ

126-я бригада воздушного наблюдения, обнаружения и наведения (серб. 126. бригада ВОЈИН) — бригада воздушного наблюдения, обнаружения и наведения в составе ВВС и ПВО Сербии. Была сформирована в ходе реорганизации 12 октября 1992 года из трёх полков воздушного наблюдения. На протяжении бомбардировок НАТО все 78 дней войны бригада выполняла боевые задачи, за что была награждена Орденом народного героя. День бригады отмечается 18 июня. В тот день в 1915 году командование сербской армии приняло решение создать станции наблюдения и оповещения, которые бы следили за направлением полётов неприятельских самолётов. На основе этого решения были созданы многочисленные станции.
Бригада принимала активное участие в боевых действиях против НАТО в 1999 году, в память об этих событиях военнослужащие бригады ежегодно почитают у памятника на месте Кралева СТО на горе Дивчибаре младших лейтенантов Желько Савичича и Синиши Радича, погибших в результате авиаударов.
126-я бригада состоит из Штаба, штабной роты, 20-го и 31-го батальонов воздушного наблюдения и роты материально-технической поддержки. Штаб бригады расположен в Белграде, она сотрудничает с Агентством по контролю полётов.
Бригада оснащена следующими средствами наблюдения и контроля:
- П-12 двухкоординатная РЛС
- П-14 двухкоординатная РЛС
- ПРВ-11 высотомер,
- S-605/654 обзорный радиолокатор;
- S-613 радар для измерения высоты
- TPS-63 радиолокатор,
- AN/TPS-70 трёхмерный радар,
- автоматизированные системы AS-74, AS-84.

## Награды
- Орден Заслуги в обороне и безопасности III степени (2017)[3].